# بيانكا رينالدي
بيانكا رينالدي (بالبرتغالية: Bianca Rinaldi‏) هي ممثلة برازيلية، ولدت في 15 أكتوبر 1974 في البرازيل.

## وصلات خارجية
- بيانكا رينالدي على موقع IMDb (الإنجليزية)
- بيانكا رينالدي على موقع روتن توميتوز (الإنجليزية)